# Associazione Sportiva Roma 1927-1928
Questa voce raccoglie le informazioni riguardanti l'Associazione Sportiva Roma nelle competizioni ufficiali della stagione 1927-1928.

## Stagione

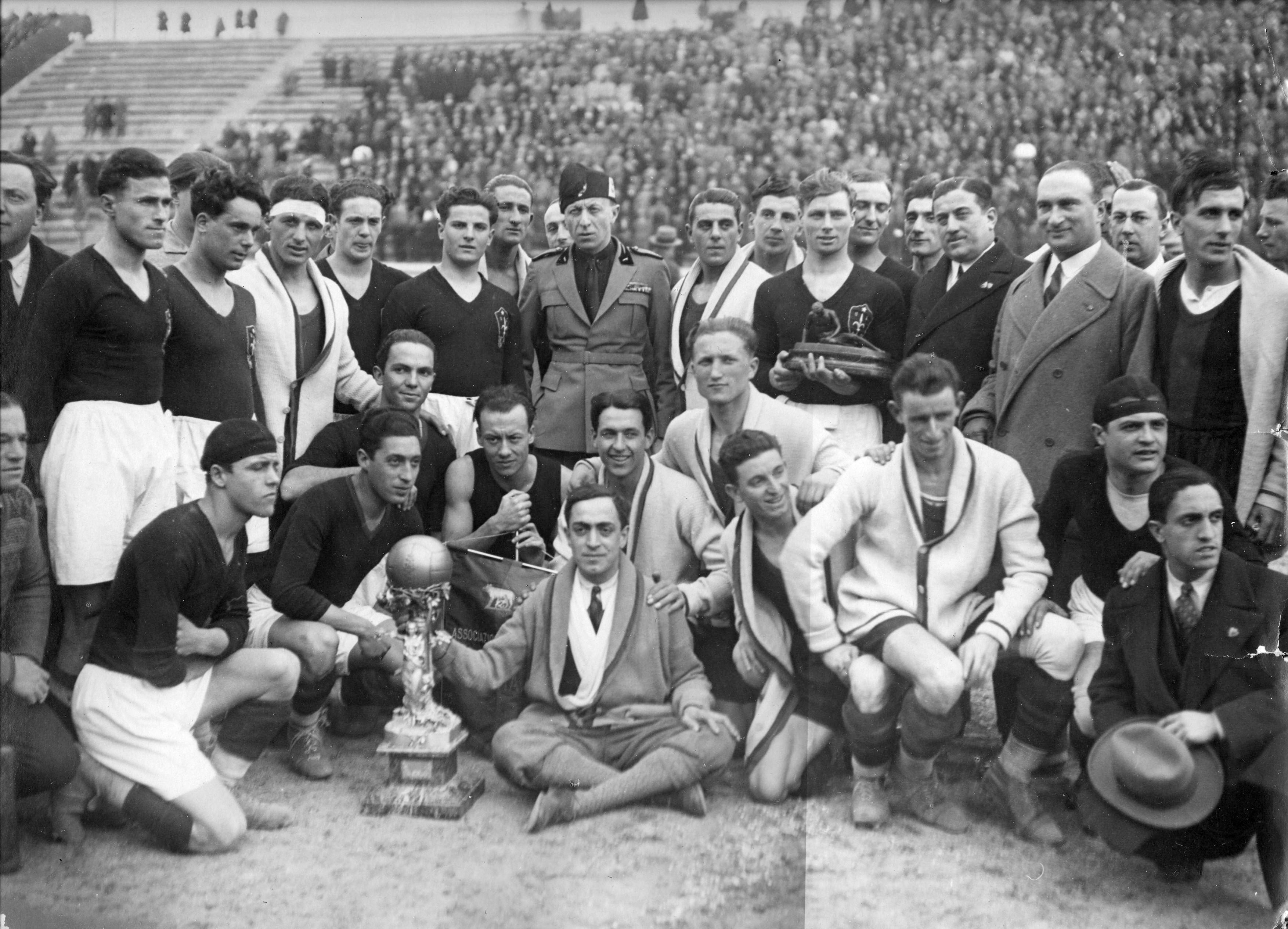
La premiazione ufficiale nel febbraio 1929 per la Coppa CONI, il primo trofeo della storia giallorossa, vinto il precedente 29 luglio 1928.

L'AS Roma nel 1927 partecipa al massimo campionato pochi mesi dopo la sua fondazione, il 7 giugno viene infatti trovato l'accordo tra Alba Audace, Roman e Fortitudo Pro Roma. Dalla fusione resta fuori l'altra squadra della Capitale, la Lazio. La società viene ammessa alla massima serie nazionale grazie all'allargamento del torneo nel quale l'anno prima l'Alba e la Fortitudo non erano riuscite a salvarsi: nei primi anni di girone unico per garantire una discreta rappresentanza alle squadre del centro-sud queste vengono sovente salvate d'ufficio dalla retrocessione.
La fusione delle tre società sortisce comunque gli effetti sperati, la Roma è infatti l'unica delle società provenienti dalla Lega Sud a salvarsi sul campo. Al termine della stagione vi è inoltre il successo in Coppa CONI, una sorta di torneo di consolazione per le squadre non ammesse alla fase finale della Divisione Nazionale.

## Divise
Le primissime maglie indossate dalla Roma nelle amichevoli in pre-campionato sono quelle del Roman, in seguito viene adottata una divisa con collo a V giallo, calzoncini bianchi e calzettoni rossi con fascia gialla. La seconda maglia era un completo interamente bianco con i calzettoni identici a quelli della prima divisa.
| Casa | Trasferta | Portiere |

## Organigramma societario
Di seguito l'organigramma societario.
Area direttiva
- Presidente: Italo Foschi, Renato Sacerdoti
- Vice Presidente: Renato Sacerdoti
- Direttori: Piero Crostarosa, Giorgio Crostarosa, Ugo Barbiani, Renato Turchi

Area tecnica
- Allenatore: Pietro Piselli e József Ging (lug.-ago.) poi William Garbutt

## Rosa
Di seguito la rosa.
| N. |                   | Ruolo | Calciatore                     |
| -- | ----------------- | ----- | ------------------------------ |
|    | Italia (bandiera) | P     | Bruno Ballanti                 |
|    | Italia (bandiera) | P     | Giuseppe Ernesto Rapetti       |
|    | Italia (bandiera) | D     | Angelo Bianchi                 |
|    | Italia (bandiera) | D     | Giorgio Carpi                  |
|    | Italia (bandiera) | D     | Giovanni Corbjons              |
|    | Italia (bandiera) | D     | Giovanni Degni                 |
|    | Italia (bandiera) | D     | Mario De Micheli               |
|    | Italia (bandiera) | D     | Attilio Mattei                 |
|    | Italia (bandiera) | C     | Mario Bossi                    |
|    | Italia (bandiera) | C     | Enrico Cappa                   |
|    | Italia (bandiera) | A     | Cesare Augusto Fasanelli       |
|    | Italia (bandiera) | C     | Attilio Ferraris IV (capitano) |

| N. |                      | Ruolo | Calciatore           |
| -- | -------------------- | ----- | -------------------- |
|    | Italia (bandiera)    | C     | Giacomo Narizzano    |
|    | Italia (bandiera)    | C     | Bruno Ricci          |
|    | Italia (bandiera)    | C     | Pierino Rovida       |
|    | Italia (bandiera)    | C     | Giulio Scardola      |
|    | Italia (bandiera)    | C     | Corrado Scocco       |
|    | Italia (bandiera)    | A     | Carlo Zamporlini     |
|    | Italia (bandiera)    | C     | Luigi Ziroli         |
|    | Italia (bandiera)    | A     | Antonio Bianchi      |
|    | Italia (bandiera)    | A     | Mario Bussich        |
|    | Italia (bandiera)    | A     | Fernando Canestrelli |
|    | Argentina (bandiera) | A     | Arturo Chini Ludueña |
|    | Italia (bandiera)    | A     | Antonio Maddaluno    |

## Calciomercato
La Roma nel suo primo campionato non fa una vera e propria campagna acquisti, la rosa viene formata da una selezione dei giocatori provenienti dalle squadre che danno vita al club. Il solo giocatore ad essere acquistato è Mario Bussich proveniente dalla Triestina.
| Acquisti | Acquisti                 | Acquisti  | Acquisti                |
| R.       | Nome                     | da        | Modalità                |
| -------- | ------------------------ | --------- | ----------------------- |
| P        | Bruno Ballanti           | Alba Roma | acquisito dalla fusione |
| P        | Giuseppe Ernesto Rapetti | Fortitudo | acquisito dalla fusione |
| D        | Angelo Bianchi           | Alba Roma | acquisito dalla fusione |
| D        | Giorgio Carpi            | Roman     | acquisito dalla fusione |
| D        | Giovanni Corbjons        | Fortitudo | acquisito dalla fusione |
| D        | Giovanni Degni           | Alba Roma | acquisito dalla fusione |
| D        | Mario De Micheli         | Fortitudo | acquisito dalla fusione |
| D        | Attilio Mattei           | Alba Roma | acquisito dalla fusione |
| C        | Antonio Bianchi          | Fortitudo | acquisito dalla fusione |
| C        | Mario Bossi              | Roman     | acquisito dalla fusione |
| C        | Enrico Cappa             | Fortitudo | acquisito dalla fusione |
| C        | Attilio Ferraris IV      | Fortitudo | acquisito dalla fusione |
| C        | Giacomo Narizzano        | Genoa     | definitivo              |
| C        | Bruno Ricci              | Roman     | acquisito dalla fusione |
| C        | Pierino Rovida           | Alba Roma | acquisito dalla fusione |
| C        | Giulio Scardola          | Alba Roma | acquisito dalla fusione |
| C        | Corrado Scocco           | Fortitudo | acquisito dalla fusione |
| C        | Luigi Ziroli             | Alba Roma | acquisito dalla fusione |
| A        | Mario Bussich            | Triestina | definitivo              |
| A        | Fernando Canestrelli     | Fortitudo | acquisito dalla fusione |
| A        | Cesare Augusto Fasanelli | Alba Roma | acquisito dalla fusione |
| A        | Antonio Maddaluno        | Roman     | acquisito dalla fusione |
| A        | Arturo Chini Ludueña     | Alba Roma | acquisito dalla fusione |
| A        | Carlo Zamporlini         | Fortitudo | acquisito dalla fusione |

## Risultati

### Divisione Nazionale

#### Girone di andata
| Arbitro: | U.Gama (Milano) |

|                          |           |  |
| Ziroli 58’ Fasanelli 78’ | Marcatori |  |

| Cornigliano 2 ottobre 1927, ore 15:00 CEST 2ª giornata | La Dominante       | 0 – 0 referto | Roma | Stadio del Littorio\| Arbitro: \| Sganzetta (Torino) \| |
| Arbitro:                                               | Sganzetta (Torino) |               |      |                                                         |

| Arbitro: | Rovida (Milano) |

|                                    |           |                  |
| Cappa 7’ Bussich 20’ Fasanelli 27’ | Marcatori | 89’ (rig.) Porta |

| Arbitro: | Garbieri (Genova) |

|                                  |           |             |
| Crotti 26’ Meneghetti 73’ (rig.) | Marcatori | 51’ Bussich |

| Arbitro: | Casetta (Milano) |

|                                 |           |  |
| Schiavio 31’ A. Busini 61’, 81’ | Marcatori |  |

| Roma 13 novembre 1927, ore 14:30 CET 6ª giornata | Roma           | 0 – 0 referto | Juventus | Motovelodromo Appio\| Arbitro: \| Lenti (Genova) \| |
| Arbitro:                                         | Lenti (Genova) |               |          |                                                     |

| Arbitro: | Montessoro (Torino) |

|                        |           |  |
| Zanasi 60’ Mazzoni 72’ | Marcatori |  |

| Arbitro: | Turbiani (Ferrara) |

|                 |           |            |
| Canestrelli 36’ | Marcatori | 23’ Mattea |

| Arbitro: | Beretta (Novi Ligure) |

|  |           |                               |
|  | Marcatori | 8’, 81’ Bussich 41’ Fasanelli |

| 8 dicembre 1927 10ª giornata |  | – Turno di riposo della Roma |  |  |

| Arbitro: | Montessoro (Torino) |

|                                        |           |                            |
| Zanotto 16’ Savelli 82’ Pietroboni 85’ | Marcatori | 38’, 50’ Bussich 76’ Chini |

#### Girone di ritorno
| Arbitro: | Carraro (Padova) |

|                          |           |          |
| Magnozzi 68’ Paolini 70’ | Marcatori | 6’ Chini |

| Arbitro: | Scarpi (Dolo) |

|                                  |           |                       |
| Ziroli 25’, 90’ Bussich 73’, 88’ | Marcatori | 60’ Derchi 63’ Raggio |

| Arbitro: | Medica (Bologna) |

|                        |           |  |
| Porta 9’ Froncillo 87’ | Marcatori |  |

| Arbitro: | Carraro (Padova) |

|                                         |           |           |
| Narizzano 5’ Chini 53’, 56’ Bussich 76’ | Marcatori | 67’ Testa |

| Arbitro: | Lenti (Genova) |

|           |           |          |
| Chini 84’ | Marcatori | 5’ Perin |

| Arbitro: | Giorgi (Milano) |

|                               |           |  |
| Galluzzi 8’, 31’ Munerati 75’ | Marcatori |  |

| Arbitro: | Carraro (Padova) |

|                                               |           |                          |
| Aimi 48’ (aut.) Chini 54’ Corbjons 90’ (rig.) | Marcatori | 14’, 22’ Rier 69’ Bellei |

| Arbitro: | Lenti (Genova) |

|                                         |           |                     |
| Buscaglia 28’ Migliavacca 30’ Zanni 38’ | Marcatori | 54’ Cappa 71’ Chini |

| Arbitro: | Osti (Ferrara) |

|  |           |               |
|  | Marcatori | 52’ Reguzzoni |

| 26 febbraio 1928 21ª giornata |  | – Turno di riposo della Roma |  |  |

| Arbitro: | Carraro (Padova) |

|                           |           |  |
| Cappa 9’, 49’ Bussich 83’ | Marcatori |  |

### Coppa CONI

#### Fase a gironi

##### Girone di andata
| 1º aprile 1928 1ª giornata |  | – Turno di riposo della Roma |  |  |

| Arbitro: | Osti (Ferrara) |

|                                   |           |              |
| Fasanelli 34’, 69’, 74’ Cappa 42’ | Marcatori | 8’ Innocenti |

| Arbitro: | Mattea (Casale Monferrato) |

|             |           |  |
| Fontana 34’ | Marcatori |  |

| Arbitro: | Bruna (Venezia) |

|                      |           |  |
| Cappa 17’ Mattei 89’ | Marcatori |  |

| Arbitro: | Giorgi (Milano) |

|                    |           |                          |
| Frisoni 74’ (rig.) | Marcatori | 4’ Ferraris IV 85’ Chini |

| Arbitro: | U.Gama (Milano) |

|            |           |                     |
| Crosta 88’ | Marcatori | 46’ Cappa 63’ Chini |

| Arbitro: | Lenti (Genova) |

|           |           |  |
| Chini 63’ | Marcatori |  |

##### Girone di ritorno
| 20 maggio 1928 8ª giornata |  | – Turno di riposo della Roma |  |  |

| Arbitro: | U.Gama (Milano) |

|                       |           |  |
| Ghisi 10’ Zoccola 53’ | Marcatori |  |

| Arbitro: | Barlassina (Novara) |

|                                                    |           |  |
| Chini 47’ Fasanelli 66’, 78’, 79’, 89’ Bussich 77’ | Marcatori |  |

| Arbitro: | Bonello (Venezia) |

|                     |           |                             |
| Chini 12’ Degni 68’ | Marcatori | 64’ Giuliani 78’ B. Bianchi |

| Arbitro: | Caironi (Milano) |

|                            |           |                            |
| R. Bodini 17’ Guanzini 38’ | Marcatori | 16’, 40’ Chini 77’ Bussich |

| Arbitro: | Carraro (Padova) |

|                      |           |                          |
| Crotti 8’ Grabbi 57’ | Marcatori | 20’ Mattei 76’ Fasanelli |

| Arbitro: | Enrietti (Torino) |

|                                                      |           |            |
| Bossi 5’ Maddaluno 18’, 44’ A. Bianchi 34’ Ricci 57’ | Marcatori | 66’ Masera |

#### Finale
| Roma 22 luglio 1928, ore 17:00 CEST Finale Andata | Roma           | 0 – 0 referto | Modena | Motovelodromo Appio\| Arbitro: \| Lenti (Genova) \| |
| Arbitro:                                          | Lenti (Genova) |               |        |                                                     |

| Arbitro: | U.Gama (Milano) |

|                          |           |                               |
| Piccaluga 6’ Mazzoni 57’ | Marcatori | 23’ Fasanelli 86’ A. Ferraris |

| Arbitro: | Mattea (Casale Monferrato) |

|             |           |                                  |
| Mazzoni 45’ | Marcatori | Corbjons 22’ (rig.) Bussich 110’ |

## Statistiche

### Statistiche di squadra
Di seguito le statistiche di squadra.
| Competizione        | Punti | In casa | In casa | In casa | In casa | In casa | In casa | In trasferta | In trasferta | In trasferta | In trasferta | In trasferta | In trasferta | Totale | Totale | Totale | Totale | Totale | Totale | DR  |
| Competizione        | Punti | G       | V       | N       | P       | Gf      | Gs      | G            | V            | N            | P            | Gf           | Gs           | G      | V      | N      | P      | Gf     | Gs     | DR  |
| ------------------- | ----- | ------- | ------- | ------- | ------- | ------- | ------- | ------------ | ------------ | ------------ | ------------ | ------------ | ------------ | ------ | ------ | ------ | ------ | ------ | ------ | --- |
| Divisione Nazionale | 18    | 10      | 5       | 4       | 1       | 21      | 10      | 10           | 1            | 2            | 7            | 10           | 20           | 20     | 6      | 6      | 8      | 31     | 30     | +1  |
| Coppa CONI          | -     | 7       | 5       | 2       | 0       | 20      | 4       | 7            | 3            | 2            | 2            | 11           | 11           | 15     | 9      | 4      | 2      | 33     | 16     | +17 |
| Totale              | -     | 17      | 10      | 6       | 1       | 41      | 14      | 17           | 4            | 4            | 9            | 21           | 31           | 35     | 15     | 10     | 10     | 64     | 46     | +18 |

### Andamento in campionato
| Giornata  | 1 | 2 | 3 | 4 | 5 | 6 | 7 | 8 | 9 | 10 | 11 | 12 | 13 | 14 | 15 | 16 | 17 | 18 | 19 | 20 | 21 | 22 |
| --------- | - | - | - | - | - | - | - | - | - | -- | -- | -- | -- | -- | -- | -- | -- | -- | -- | -- | -- | -- |
| Luogo     | C | T | C | T | T | C | T | C | T | -  | T  | T  | C  | T  | C  | C  | T  | C  | T  | C  | -  | C  |
| Risultato | V | N | V | P | P | N | P | N | V | -  | N  | P  | V  | P  | V  | N  | P  | N  | P  | P  | -  | V  |
| Posizione | 1 | 2 | 1 | 3 | 5 | 5 | 6 | 7 | 5 | 6  | 7  | 8  | 7  | 7  | 7  | 7  | 7  | 7  | 8  | 8  | 8  | 8  |

Legenda:

Luogo: C = Casa; T = Trasferta. Risultato: V = Vittoria; N = Pareggio; P = Sconfitta.

### Statistiche dei giocatori
Presenze desunte dalle edizioni cartacee dei giornali dell'epoca. 
| Giocatore      | Divisione Nazionale | Divisione Nazionale | Coppa CONI | Coppa CONI | Totale   | Totale |
| Giocatore      | Presenze            | Reti                | Presenze   | Reti       | Presenze | Reti   |
| -------------- | ------------------- | ------------------- | ---------- | ---------- | -------- | ------ |
| B. Ballanti    | 5                   | -8                  | 14         | -15        | 19       | -23    |
| G. Rapetti     | 15                  | -22                 | 1          | -1         | 16       | -23    |
| Ang. Bianchi   | 1                   | 0                   | 1          | 0          | 2        | 0      |
| G. Carpi       | 5                   | 0                   | 0          | 0          | 5        | 0      |
| G. Corbjons    | 20                  | 1                   | 13         | 1          | 33       | 2      |
| G. Degni       | 16                  | 0                   | 15         | 1          | 31       | 1      |
| M. De Micheli  | 0                   | 0                   | 1          | 0          | 1        | 0      |
| A. Mattei      | 19                  | 0                   | 15         | 2          | 34       | 2      |
| M. Bossi       | 0                   | 0                   | 1          | 1          | 1        | 1      |
| E. Cappa       | 15                  | 4                   | 10         | 3          | 25       | 7      |
| C. Fasanelli   | 18                  | 3                   | 14         | 9          | 32       | 12     |
| A. Ferraris IV | 20                  | 0                   | 15         | 2          | 35       | 2      |
| G. Narizzano   | 4                   | 1                   | 0          | 0          | 4        | 1      |
| B. Ricci       | 0                   | 0                   | 1          | 1          | 1        | 1      |
| P. Rovida      | 15                  | 0                   | 13         | 0          | 28       | 0      |
| G. Scardola    | 3                   | 0                   | 0          | 0          | 3        | 0      |
| C. Scocco      | 1                   | 0                   | 0          | 0          | 1        | 0      |
| C. Zamporlini  | 4                   | 0                   | 2          | 0          | 6        | 0      |
| L. Ziroli      | 19                  | 3                   | 7          | 0          | 26       | 3      |
| Ant. Bianchi   | 0                   | 0                   | 4          | 1          | 4        | 1      |
| M. Bussich     | 19                  | 10                  | 15         | 3          | 34       | 13     |
| F. Canestrelli | 1                   | 1                   | 0          | 0          | 1        | 1      |
| A. Chini       | 20                  | 7                   | 15         | 7          | 35       | 14     |
| A. Maddaluno   | 0                   | 0                   | 8          | 2          | 8        | 2      |